# Le Woody Woodpecker Show
Le Woody Woodpecker Show (The Woody Woodpecker Show) est une série télévisée d'animation américaine en 194 épisodes de 25 minutes, créée par Walter Lantz et basée sur son personnage Woody Woodpecker, et diffusée entre le 3 octobre 1957 et le 25 septembre 1958 sur le réseau ABC.
En France, cette série a été diffusée à partir du 8 octobre 1967 sur la deuxième chaîne de l'ORTF.

## Synopsis
Les dessins animés racontent les aventures d'un pic-vert prénommé Woody Woodpecker, et ses multiples péripéties avec d'autres personnages, comme Andy Panda et Chilly Willy. Ce pic-vert au rire inimitable ne pense qu'à lui-même et ses principales préoccupations consistent à se bagarrer, voler, manger et courtiser les filles. Il harcèle également les deux pandas, apparemment juste pour le plaisir. Andy, quant à lui, tente de saupoudrer du sel sur la queue de Woody dans la conviction qu'il l'attrapera ainsi.

## Les personnages
- Woody Woodpecker, parfois appelé Woody le pic dans d'anciennes traductions françaises, est un personnage de dessin animé américain. Ce pivert, notamment connu pour son rire très particulier, est apparu pour la première fois en 1940 dans un court métrage intitulé Knock Knock.

- Chilly Willy est un petit pingouin qui vit à Fairbanks en Alaska. Il a été créé par Paul J. Smith en 1953 pour Walter Lantz, le papa de Woody Woodpecker, il est même le deuxième personnage le plus populaire derrière Woody.

Ce pingouin adore les pancakes et la pêche et à cause de cela il sera souvent confronté à un ours mal léché et à un chasseur. La série avec Chilly Willy fait partie du Woody Woodpecker Show. Tout aussi déjanté que son aîné Woody, le petit pingouin s'amuse comme un fou en Alaska.
- Andy Panda a été créé par Walter Lantz en 1939. Bernice Hansen prêta sa voix au personnage de Andy Panda de 1939 à 1940. Sara Berner lui succéda et tint le rôle de voix officiel du Panda de 1944. Mais c'est finalement Walter Tetley qui représentera la voix officielle jusqu'en 1949. Andy Panda fit une première apparition dans le programme Woody Woodpecker TV Spécial Spook-A-Nanny en 1964 où il était doublé par Daws Butler.

## Diffusion

### Aux États-Unis
Le dessin animé a été diffusé sur le réseau ABC du 3 octobre 1957 jusqu'à l'année 1966) en raison d'un épisode par semaine, tous les jeudis après-midi, en remplacement de la première demi-heure du Mickey Mouse Club. Après 1966, le programme continua d'exister en émigrant sur d'autres chaînes de télé comme NBC de 1970 à septembre 1972.

### En France
La série a été diffusée sur les chaînes françaises ORTF à partir de 8 octobre 1967, TF1 et Antenne 2 dans les années 1980. Certains extraits du show seront rediffusés dans l'émission Club Sandwich diffusée du 17 février 1990 au 30 août 1991 sur Antenne 2. Woody WoodPecker a aussi été diffusé sur Gulli depuis 2009 et ce jusqu'à 2015.

### Au Québec
Des segments de Woody le pic sont mentionnés à l'horaire de l'émission Bobino à la Télévision de Radio-Canada dès janvier 1967,, puis en format 30 minutes durant la pause estivale de Bobino en 1971, puis les samedi ou dimanche matins dès janvier 1977 jusqu'en 1987.

## The New Woody Woodpecker Show
Une nouvelle série animée a été diffusée entre le 8 mai 1999 et le 28 mars 2002 dans le bloc de programmation Fox Kids.

## Source
- (en) Cet article est partiellement ou en totalité issu de l’article de Wikipédia en anglais intitulé « The Woody Woodpecker Show » (voir la liste des auteurs).

1. ↑  « Horaire Ici Radio-Canada - vendredi le 3 février 1967 », Vallée de la Petite Nation, vol. 6, no 12,‎ 26 janvier 1967, p. 6 (lire en ligne)
2. ↑  « Horaire - vendredi le 5 mai 1967 », Ici Radio-Canada, vol. 1, no 5,‎ 29 avril 1967, p. 17 (lire en ligne)
3. ↑  « L'été des petits à la télévision », Ici Radio-Canada, vol. 5, no 22,‎ 22 mai 1971, p. 10 (lire en ligne)
4. ↑  « Horaire du 2 janvier 1977 », Ici Radio-Canada, vol. 11, no 1,‎ 1er janvier 1977, p. 12 (lire en ligne)